# Вохчи (река)
Вохчи (јерм. Ողջի) или Охчучај (азер. Oxçuçay) је јерменско-азербејџанска река на југу Малог Кавказа и лева притока Аракса. Извире испод највишег врха Зангезурских планина Капуџуха, у западном делу јерменског марза Сјуник и у горњем делу тока тече кроз дубоки кањон који се постепено шири, посебно у средњем делу тока. Код града Капана шири се у пространу речну долину. Улива се у реку Аракс на југу Кашатагског рејона Нагорно-Карабаха у Азербејџану.
Дужина тока, од извора до ушћа износи 82 km, режим исхране је мешовитог плувијално-нивалног типа. Површина басена износи 1.175 km², од чега је чак 18% прекривено бујним шумама. Нема значајнијих притока.
Највећи градски центри који леже на њеним обалама су Каџаран и Капан у Сјунику, те Ковсакан и Миџнаван у Карабаху. На њој су изграђене две хидроелектране, ХЕ Капан и ХЕ Вохчи.